# NGC 4011
NGC 4011 (również PGC 37674) – galaktyka soczewkowata (S0), znajdująca się w gwiazdozbiorze Lwa. Odkrył ją John Dreyer 26 kwietnia 1878 roku.